# جی‌اس‌سی ۰۲۶۵۲–۰۱۳۲۴
جی‌اس‌سی ۰۲۶۵۲-۰۱۳۲۴ یک ستاره است که در صورت فلکی شلیاق قرار دارد.